# Certosa di San Martino

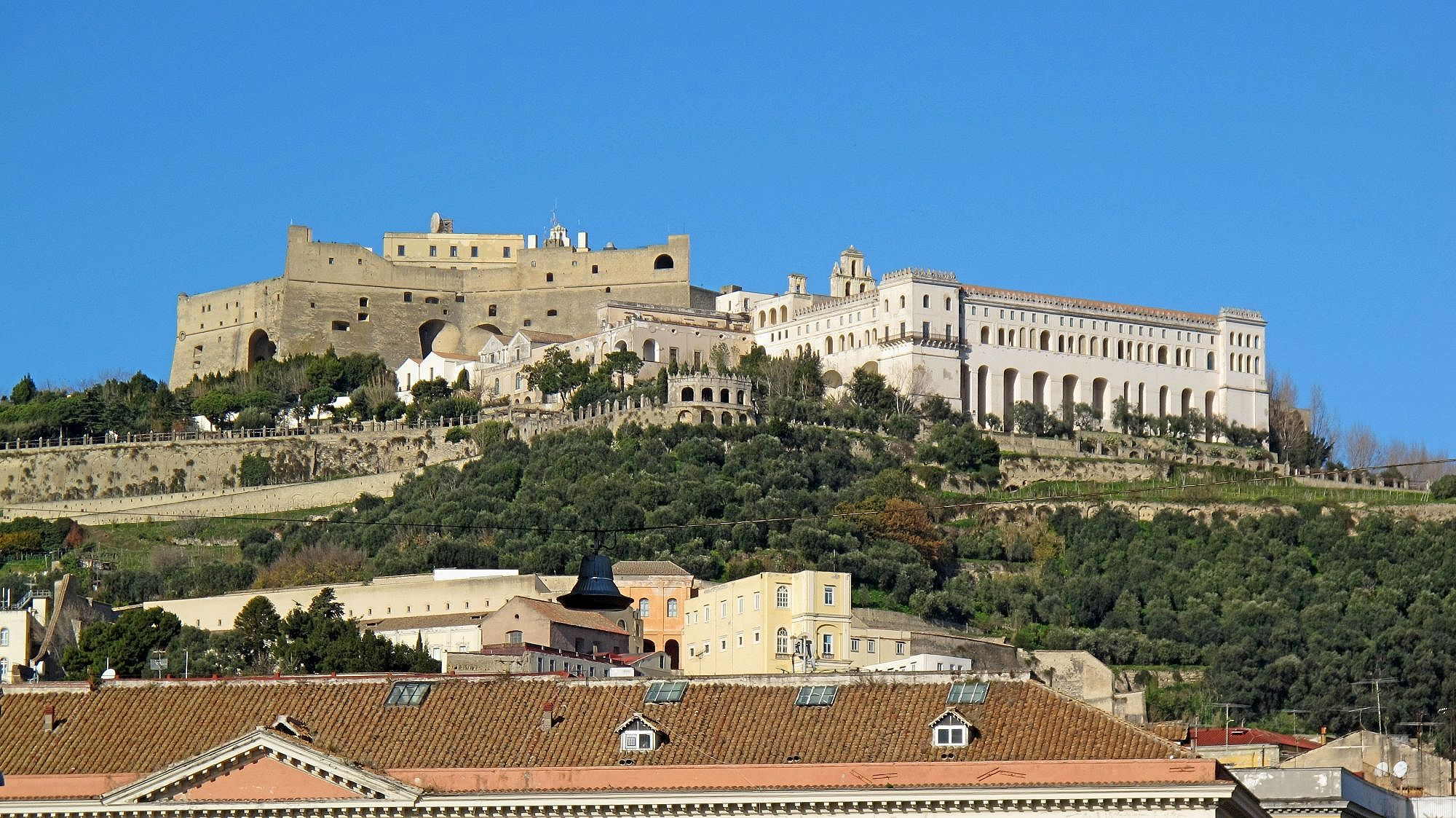
O museu San Martino em Nápoles com a fortaleza de Sant'Elmo visível ao fundo

A Certosa di San Martino (" Cartuxa de São Martinho") é um antigo complexo mosteiro, agora um museu, em Nápoles, sul da Itália. Juntamente com o Castelo Sant'Elmo que fica ao lado, este é o marco mais visível da cidade, situado no topo da colina Vomero que domina o golfo. Um mosteiro cartuxo, foi concluído e inaugurado sob o governo da Rainha Joana I em 1368. Foi dedicado a São Martinho de Tours. Durante a primeira metade do século XVI foi ampliado. Mais tarde, em 1623, foi ampliado e tornou-se, sob a direção do arquiteto Cosimo Fanzago, essencialmente a estrutura que vemos hoje.
Em 1799, forças de ocupação francesas anticlericais reprimiram o mosteiro e forçaram os monges a fugir. Nas décadas seguintes, os monges fizeram várias tentativas de restabelecer sua casa foral, com a última tentativa falhando em 1866, quando o estado confiscou definitivamente a propriedade. Hoje, os edifícios abrigam o Museu Nacional de San Martino, com uma exposição de artefatos da era espanhola e Bourbon, bem como exibições do presépio — cena da Natividade — considerado um dos melhores do mundo.

## Galeria

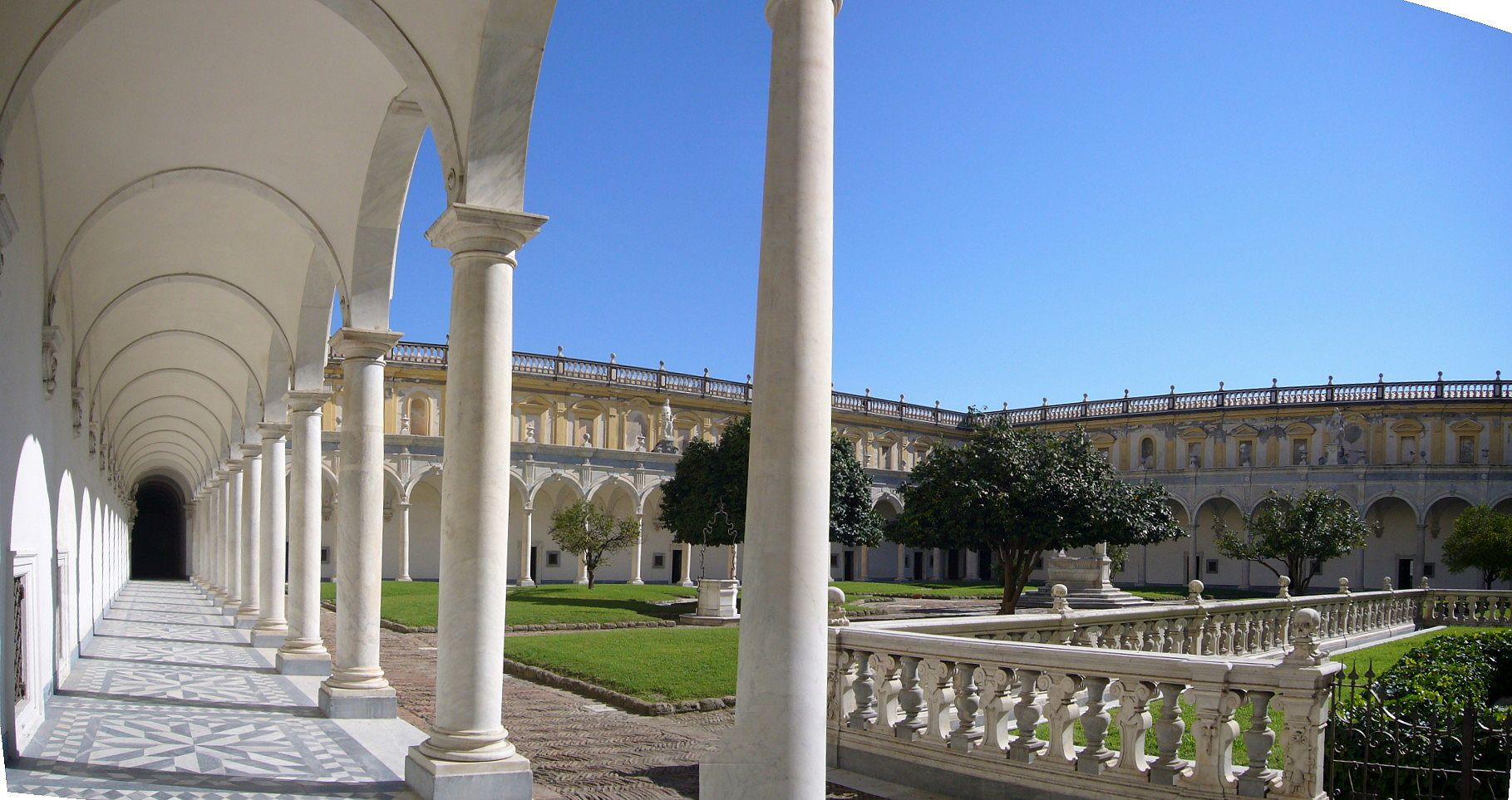
O claustro maior
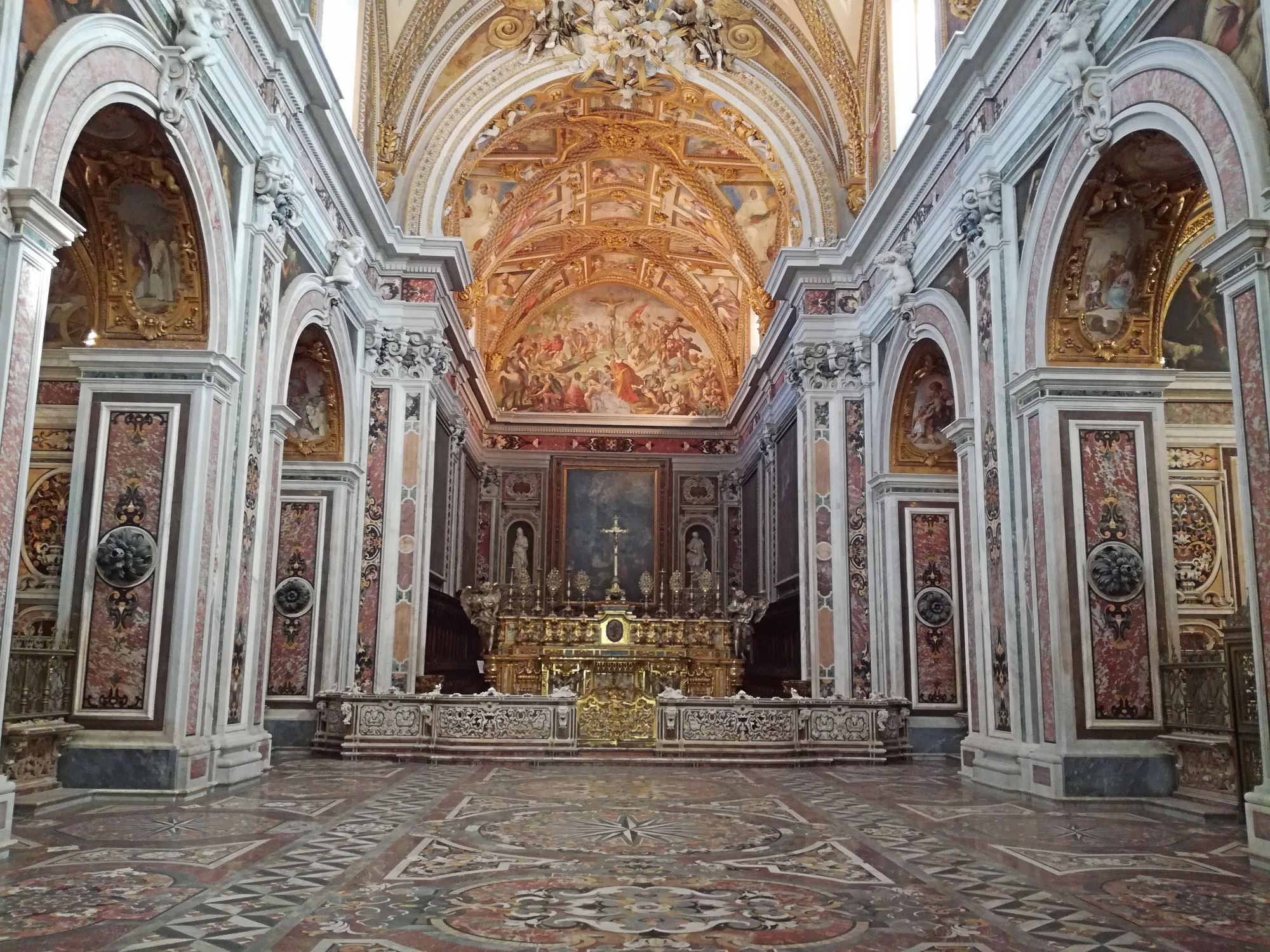
Interior da igreja principal
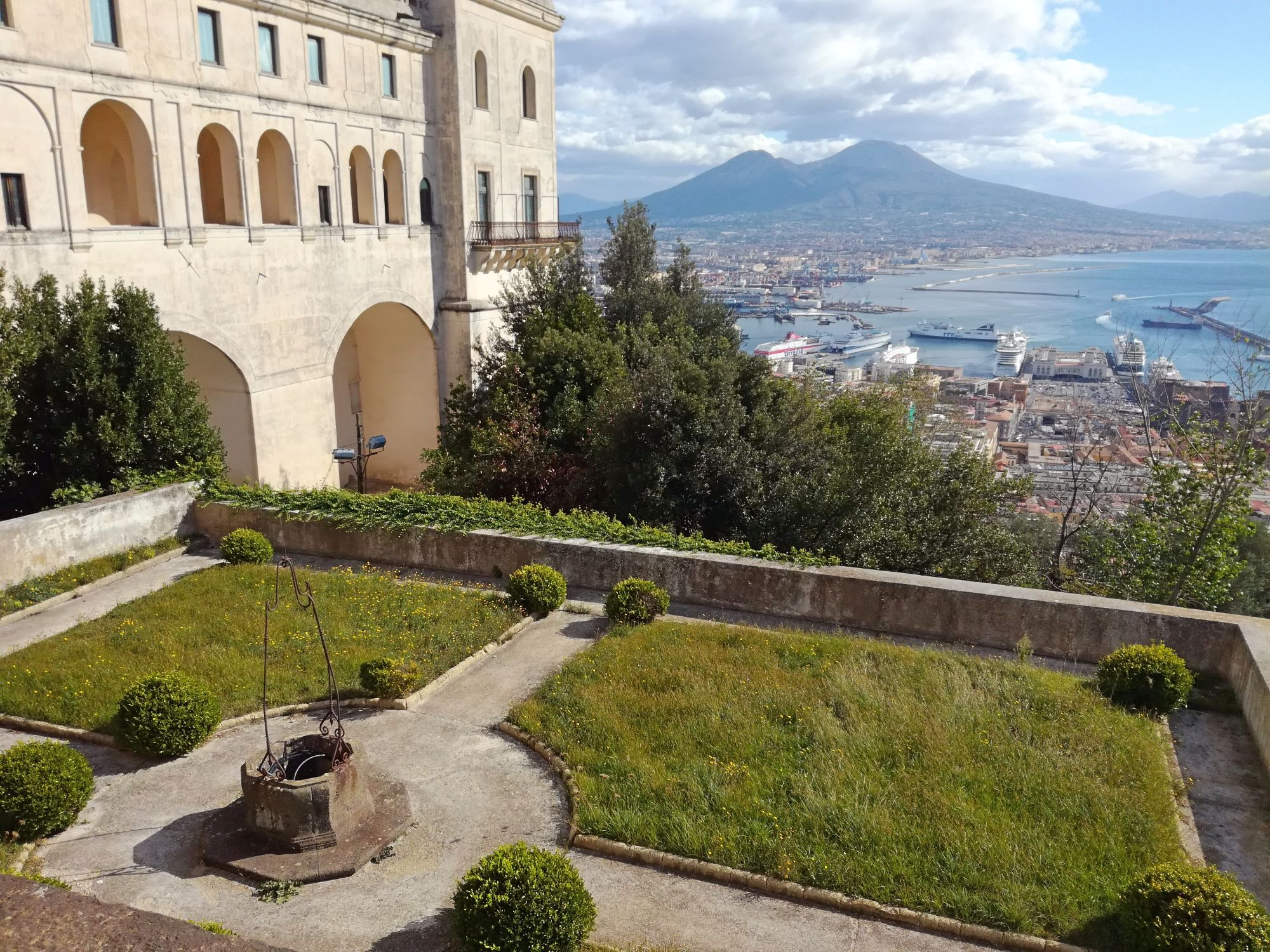
Jardins suspensos
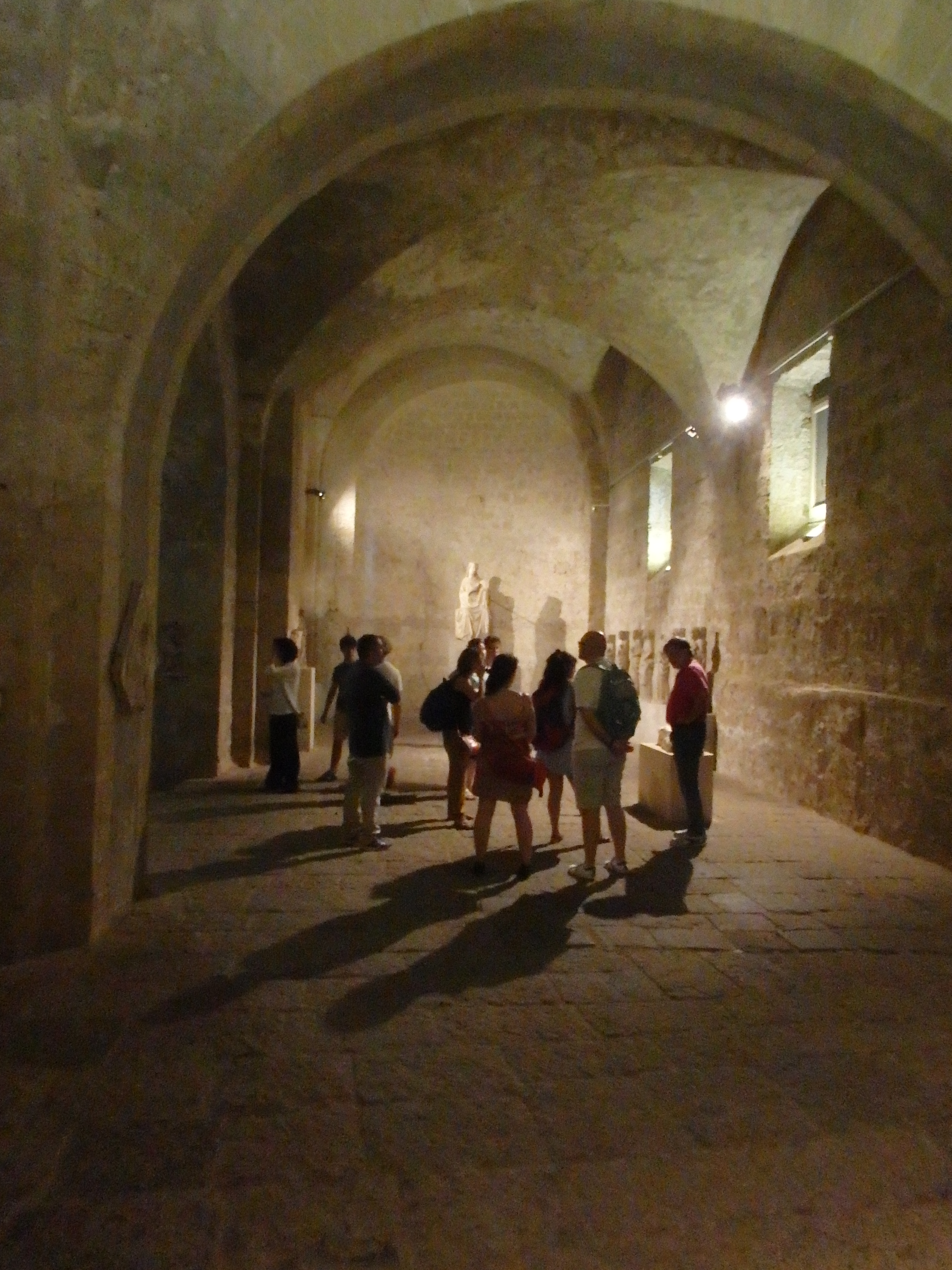
O subterrâneo da Charterhouse

### Planta
| ██ Igreja das Mulheres ██ Pátio ██ Igreja principal 1. Pronaos 2. Nave 3. Capela de São Genaro 4. Capela de São José 5. Capela de São Bruno 6. Capela da Assunção 7. Capela de São Nicolau (antiga Sacristia Antiga) 8. Capela de São Martinho 9. Capela do Batista 10. Capela de São Ugo 11. Capela do Rosário 12. Ábside 13. Sacristia 14. Passagem 15. Capela do Tesouro Antigo 16. Capela do Tesouro Novo 17. Sala do Capítulo 18. Coro dos Irmãos Leigos 19. Passagem 20. Parlatório 21. Refeitório 22. Claustro 23. Capela da Madalena ██ Museu Nacional de San Martino ██ Grande Claustro ██ Cemitério de Fanzaghian ██ Quarto del priore ██ Corredor Fanzaghiano ██ Claustro dos Procuradores ██ Farmácia ██ Cone de Lã ██ Lógia Panorâmica do Quarto do Prior ██ Jardim do Bairro do Prior e escadaria Fanzaghiana ██ Jardins em socalcos na cidade | Planta |

### Praça e Pátio de Honra
Na praça em frente ao complexo cartuxo, à esquerda, encontra-se a Igreja das Mulheres, obra de Giovanni Antonio Dosio decorada com estuque do século XVII, assim chamada por se destinar ao uso exclusivo das mulheres, que estavam proibidas de entrar no mosteiro cartuxo. À direita, encontra-se a entrada, caracterizada por um corredor no qual se encontra um brasão angevino e um fresco representando "São Bruno"; da entrada, pode aceder-se ao Pátio de Honra, também criado por Dosio, à esquerda do qual se avista a igreja principal do mosteiro cartuxo.

### Igreja

#### Fachada e pronao

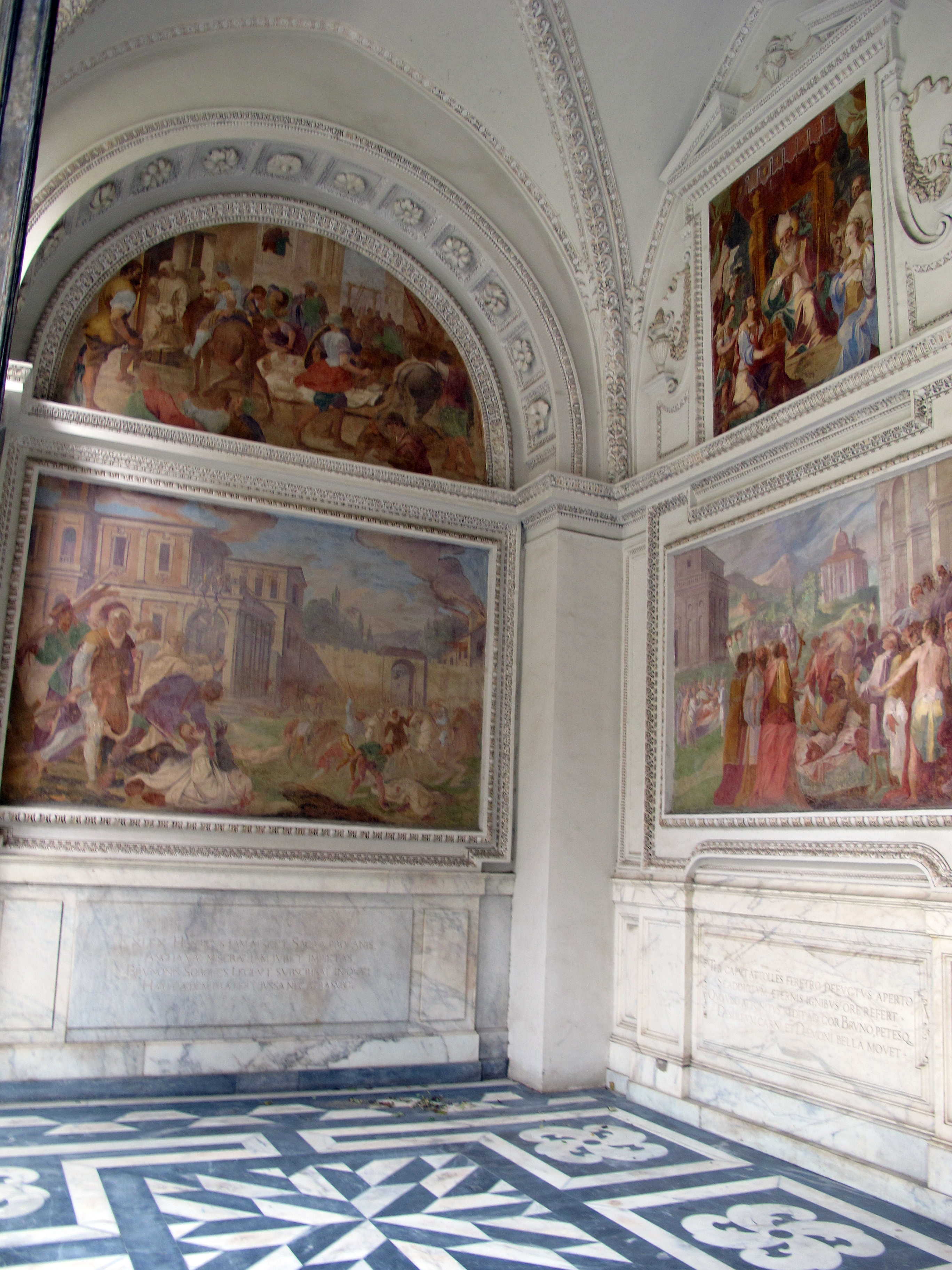
Um lado do pronau

A fachada da igreja do século XIV foi remodelada pela primeira vez no final do século XVI por Dosio, que adaptou o pronau de cinco para três arcos, criando duas capelas na contrafachada da igreja, a do Rosário e a de São José, e mais tarde por Cosimo Fanzago, que construiu uma serliana na primeira metade do século XVII para mascarar a fachada anterior; a parte superior e as paredes laterais são obra de Nicola Tagliacozzi Canale.
As paredes do pronau são caracterizadas por frescos de Cavalier d'Arpino, Micco Spadaro, Giovanni Baglione e Belisario Corenzio. O primeiro é atribuído aos dois anjos segurando o brasão da CARTA colocados acima do busto do Papa Pio V, esta obra de um artista napolitano desconhecido do final do século XVI colocada acima do portal de entrada, cuja porta de madeira esculpida com figuras de santos é do início do século XVII, enquanto na mesma parede frontal são retratadas em quatro grandes painéis as cenas de Carlos, Duque da Calábria, oferecendo a igreja ao Bispo San Martino, colocadas no canto superior esquerdo e uma obra de Baglione de cerca de 1591, enquanto na parte inferior está a obra de Corenzio Bruno de Colónia vendo milagrosamente Raimondo Diocres condenado ao inferno, datada de 1632, bem como os outros dois painéis à direita do portal com Rainha Joana I oferecendo a custódia da igreja a São Bruno na parte superior e O sonho de Santo Ugo indicando o lugar da Cartúcia na parte inferior, ambos de Corenzio datados de 1632.
As paredes laterais do mesmo pronau apresentam finalmente outros quatro grandes painéis com frescos de Spadaro datados de 1651-1656; à esquerda, estão as cenas de "Histórias de santos cartuxos" na parte superior e "A destruição de um mosteiro cartuxo em Inglaterra" na parte inferior; à direita, em ambos os painéis, estão "Histórias de torturas infligidas aos cartuxos em Inglaterra pelo Rei Henrique VIII Tudor".

#### Nave

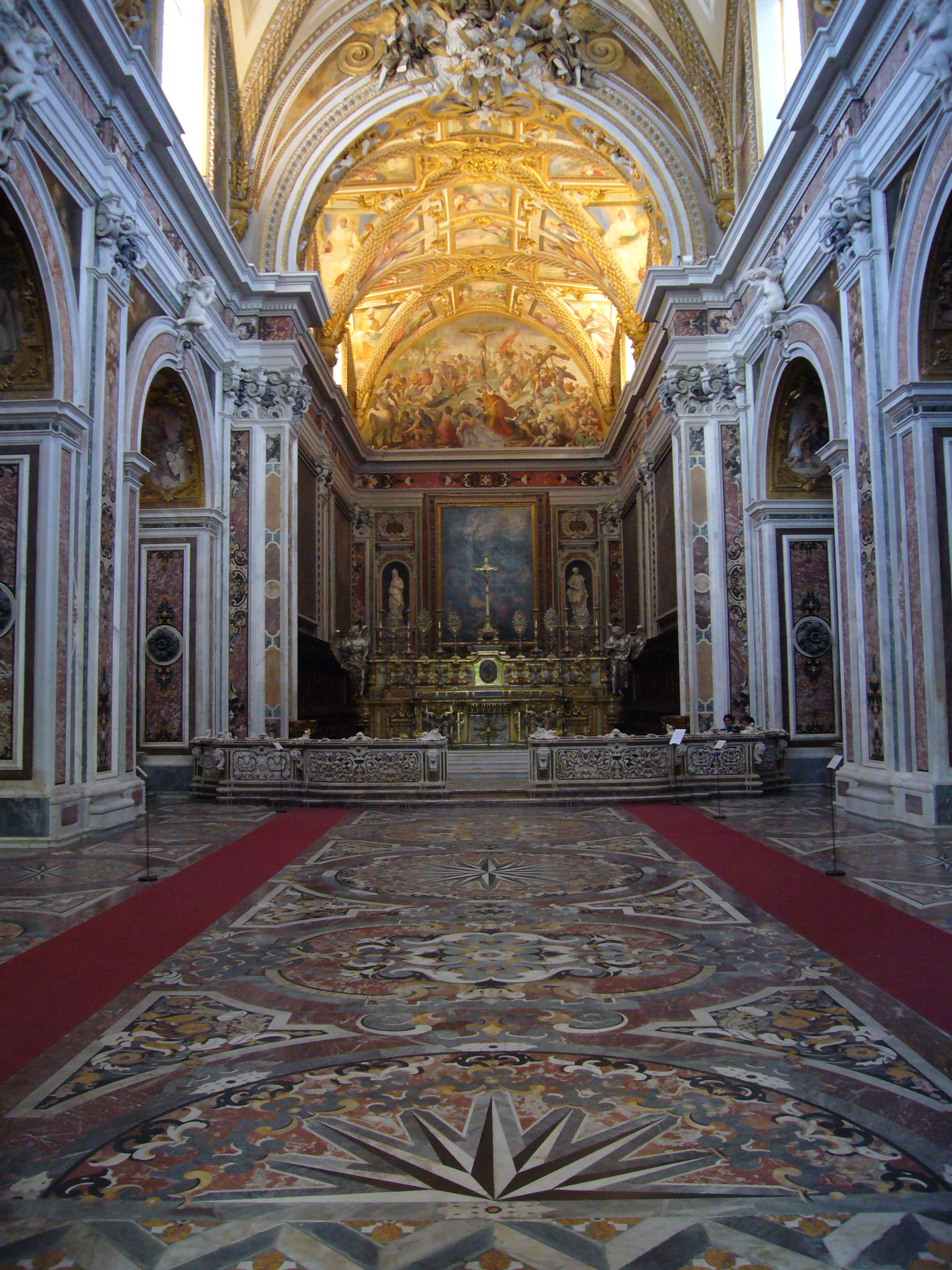
Vislumbre da nave

A igreja é constituída por uma única nave com oito capelas laterais e outras salas (uma sacristia, um coro, um refeitório, uma sala capitular, várias capelas e uma sala de estar) que se sucedem nas laterais da zona da abside. No geral, apresenta um nível de decoração interior, tanto pictórica como escultórica, entre os séculos XVI e XVIII, que a torna uma das mais importantes da cidade. As execuções interiores em mármore e plástico são sobretudo o resultado do trabalho de Cosimo Fanzago, que foi chamado a reformar a Cartuxa de 1623 a 1656, tendo-se também encarregado de refazer a fachada exterior da igreja.

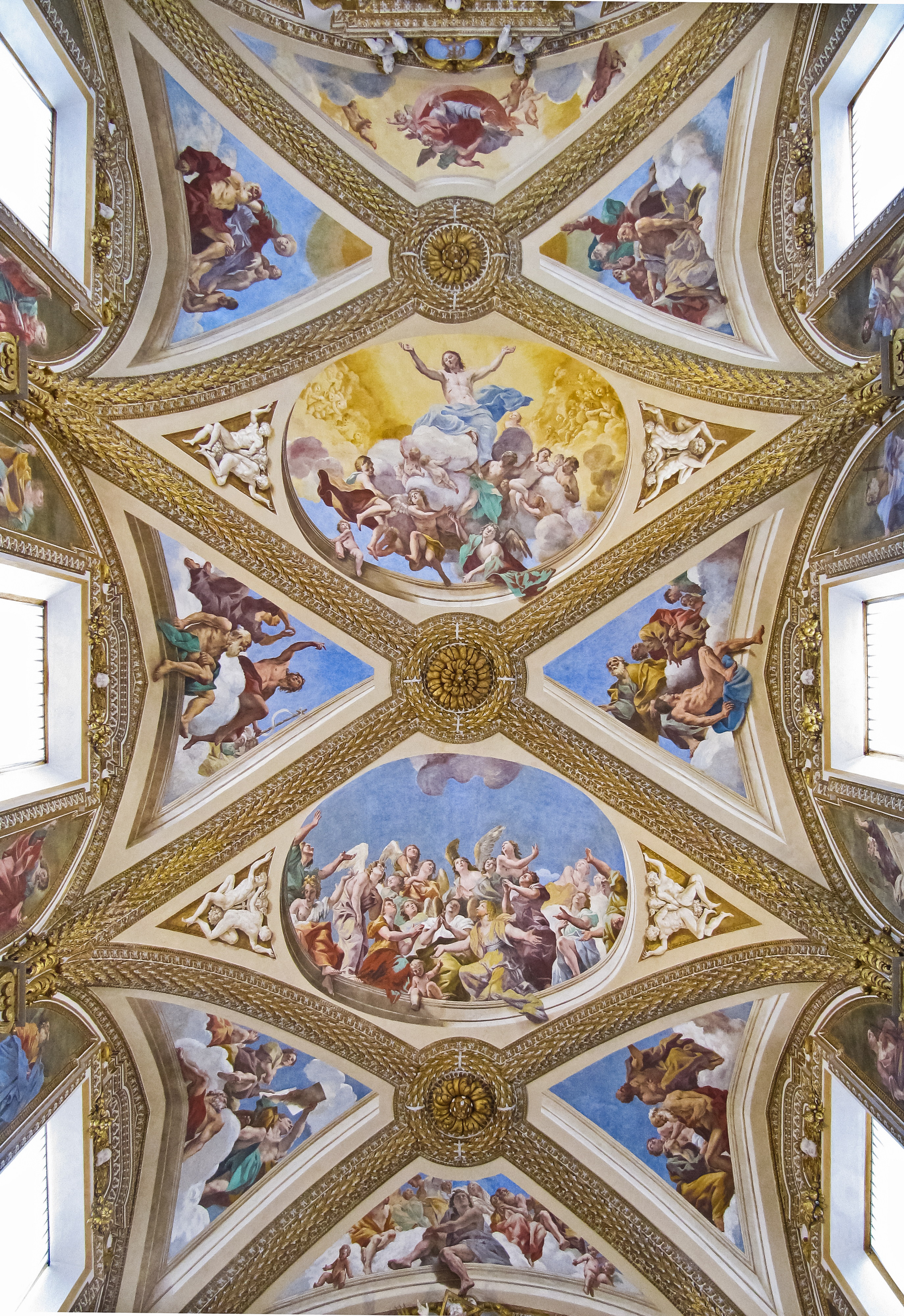
Abóbada da nave com frescos de Giovanni Lanfranco

O chão de mármore da nave é um projeto de Fanzago. No entanto, o arquiteto não conseguiu concluí-lo devido a uma violenta controvérsia com a Cartuxos, ocorrida em 1656, que o obrigou a romper relações com eles e, por conseguinte, a deixar muitos projetos inacabados, que foram, no entanto, concluídos por Bonaventura Presti, que assumiu a direção das obras em todo o complexo e a quem devemos o traçado definitivo da igreja. O pavimento foi criado por Presti em 1664-1665 em preciosos mármores policromados, constituindo um grande exemplo da arte de esculpir e encomendar mármores; é uma solução decorativa que produz uma aparente tridimensionalidade e um impacto visual extraordinário para quem visita a igreja.
A abóbada da nave é enriquecida por um ciclo pictórico que mascara as estruturas de abóbada cruzada do telhado; Os frescos foram concluídos entre 1636 e 1639 e constituem uma das obras mais importantes e preciosas do pintor emiliano Giovanni Lanfranco, que pretendia reproduzir as cenas da Ascensão de Cristo com anjos e beatos e Apóstolos nos segmentos laterais das janelas.
Na contrafachada, nas laterais do portal de entrada, encontram-se duas estátuas de Fanzago, que foram finalizadas por Alessandro Rondone, e também perto do portal, dentro de duas molduras de mármore, também de Fanzago, estão colocadas as telas representando Moisés e Elias de Ribera, que substituíram dois frescos de d'Arpino com o mesmo tema, que, no entanto, se mantiveram intactos sob as telas; Acima do portal principal, encontra-se, finalmente, uma Pietà de Massimo Stanzione de 1638, que substituiu um fresco de Andrea Lilli actualmente exposto numa sala do Quarto del Priore da Cartuxa.

#### Capelas laterais
As capelas laterais da nave são oito, quatro de cada lado, duas das quais foram acrescentadas durante o século XVII nos cantos extremos da contrafachada, comunicando com as primeiras à direita e à esquerda, e que obrigaram ao reajustamento da fachada exterior da igreja com uma redução de cinco arcos do pronau para três. As transenas de todas as capelas, bem como a decoração em mármore das de San Bruno e San Giovanni Battista, são finalmente ainda de Fanzago, que também é responsável pelos festões de frutas nos pilares e quatro querubins de mármore nos arcos que conduzem às capelas, onde há também uma série de doze telas com Profetas e Patriarcas de Jusepe de Ribera.

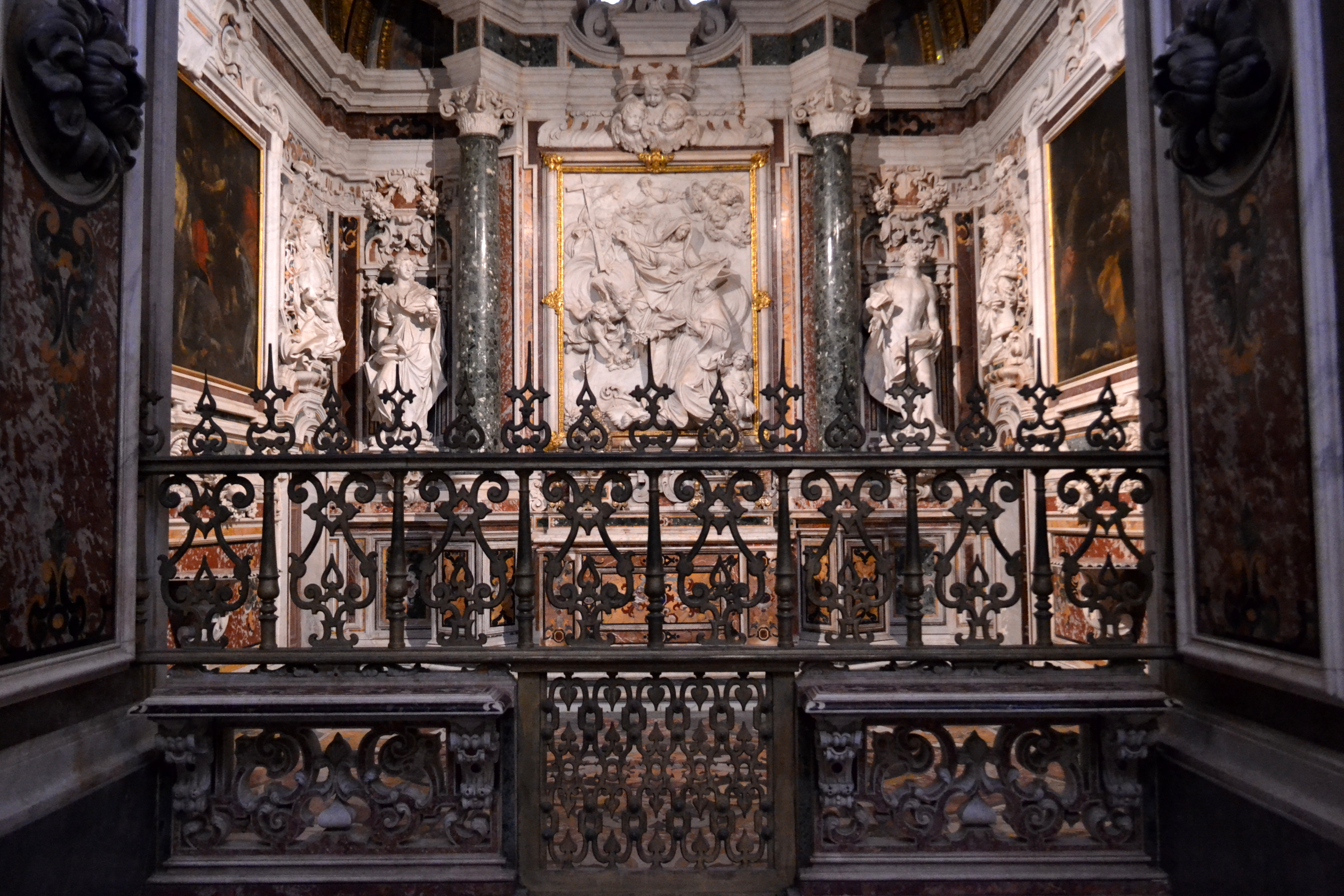
Capela de São Genaro

A primeira capela à esquerda é dedicada a São Genaro; inspira-se nos estilos de Dosio e Conforto na decoração com incrustações de mármore, datada de 1620, e no de Fanzago no que diz respeito aos estuques. As pinturas da Decapitação de San Gennaro e do Martírio de San Gennaro, bem como os ciclos de frescos da abóbada com as Histórias do Santo e San Gennaro na Glória, todas obras datadas de 1632, são de Battistello Caracciolo, enquanto as esculturas que decoram a sala são de Domenico Antonio Vaccaro, datadas de 1709-1719, e são a Virgem e a Trindade a entregar as chaves da cidade a San Gennaro, em alto-relevo, a estátua da Fé, a do Martírio e os quatro medalhões com evangelistas. Uma porta à esquerda da capela dá acesso à capela de São José, também decorada pelo mesmo Domenico Vaccaro que executou os estuques dourados que caracterizam o ambiente, e por telas de Paolo De Matteis datadas de cerca de 1718.
A segunda capela à esquerda da nave é a de São Bruno, cujas decorações em mármore, datadas de 1631-1636, são de Fanzago, quando era responsável pela construção da Cartuxa. As pinturas que decoram as paredes são de Massimo Stanzione e datadas de 1633-1637: "São Bruno entrega a regra aos seus seguidores", "Conde Ruggiero diante de São Bruno" e "Aparição da Virgem e São Pedro aos Cartuxos de Grenoble". O mesmo pintor napolitano é também responsável pelos frescos da abóbada, contemporâneos das pinturas de "São Bruno levado ao céu por anjos", "O cerco de Cápua pelo Conde Ruggiero" e "A cura dos doentes na fonte milagrosa". As esculturas de "Solidão" e "Penitência", datadas de 1705-1708, são de Lorenzo Vaccaro (posteriormente concluídas por Domenico Antonio), que é também responsável pelo piso de mármore e por dois "putti".

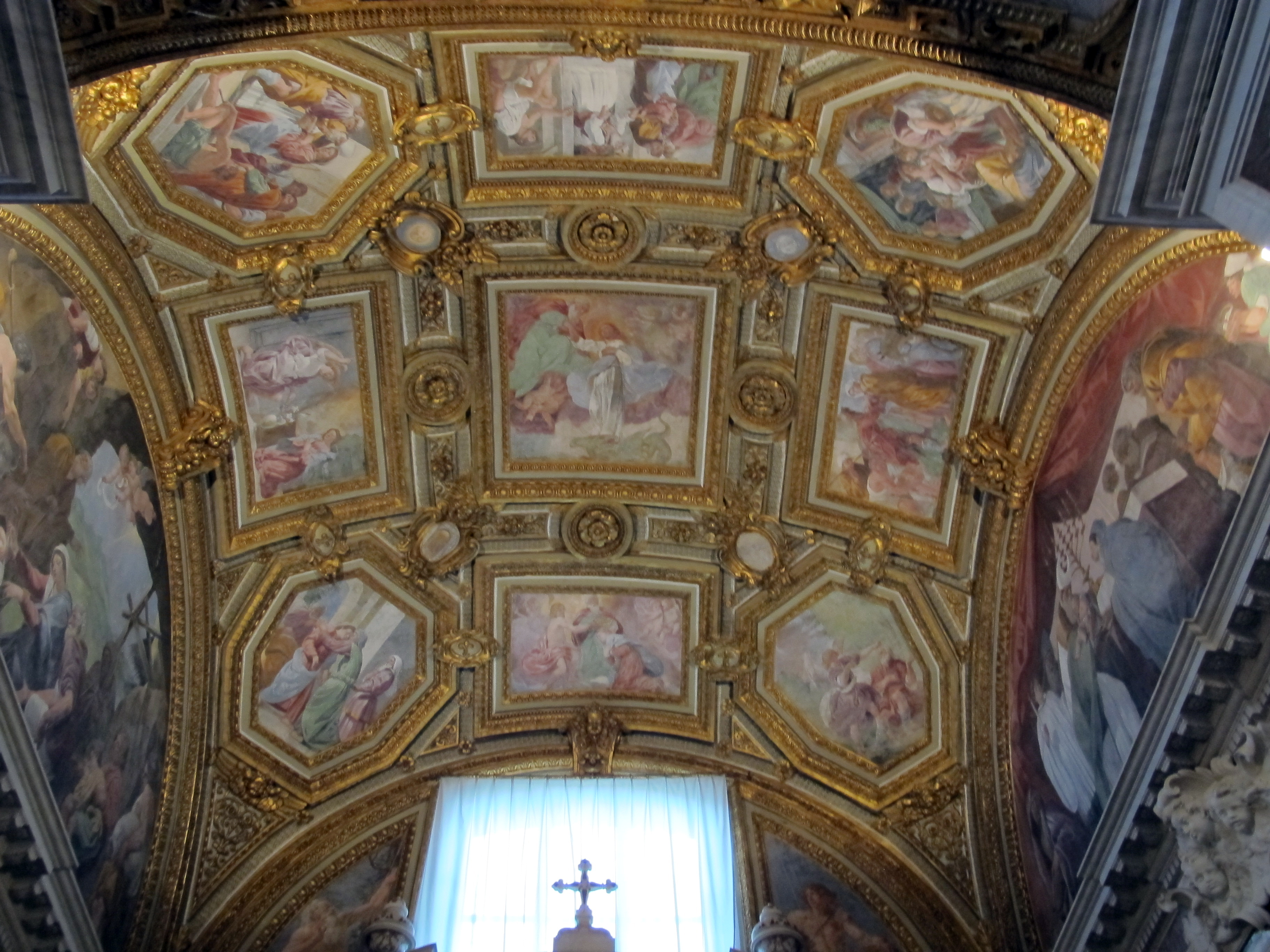
Frescos de Corenzio nas abóbadas da capela da Assunção

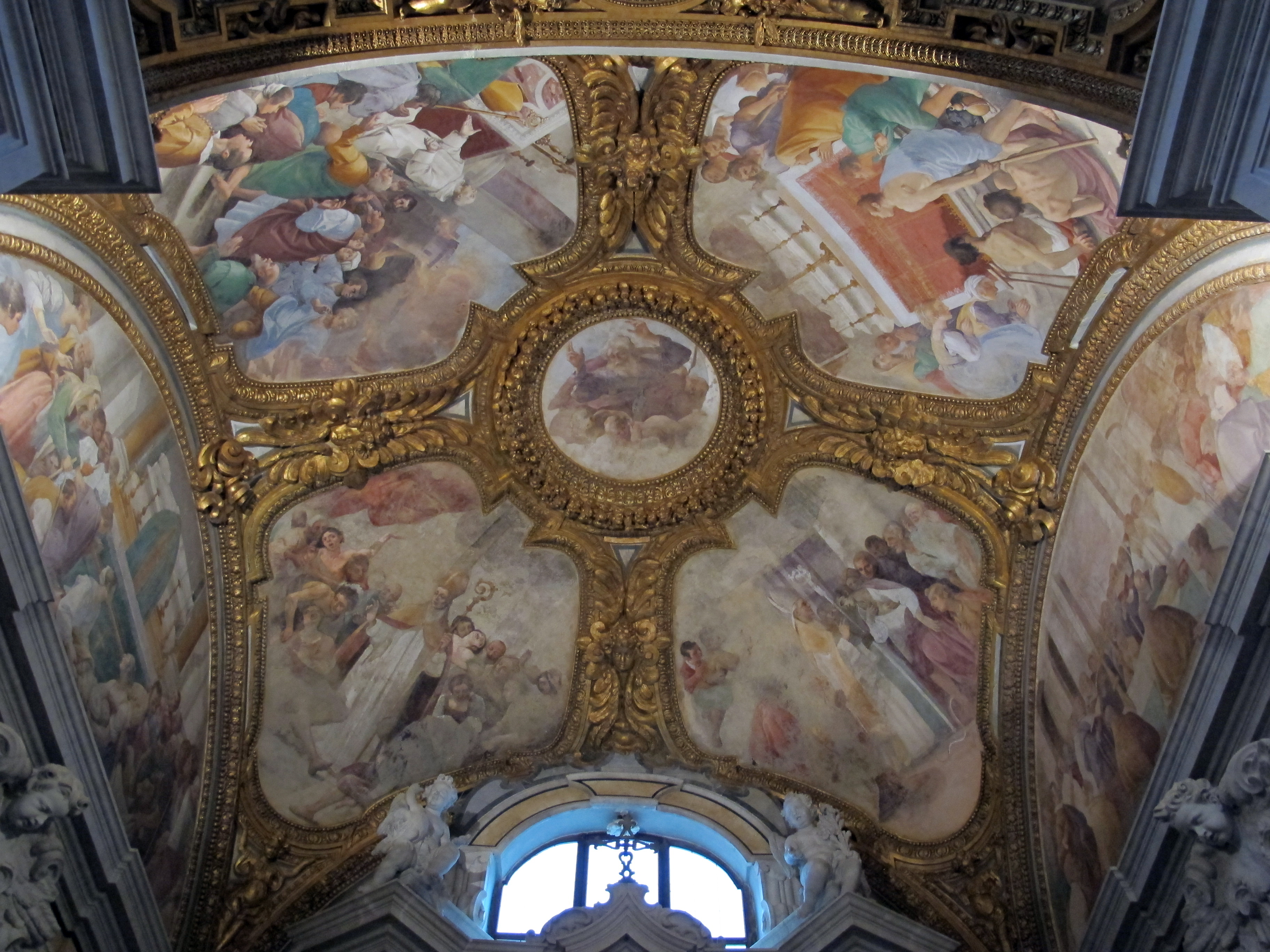
Frescos de Corenzio nas abóbadas da capela de Sant'Ugo

A terceira capela à esquerda é a da Assunção. Esta possui uma decoração do século XVII, concluída no século XVIII por Nicola Tagliacozzi Canale; no altar e nas paredes, encontram-se pinturas de Francesco De Mura com a Anunciação, a Assunção e a Visitação. Na abóbada e nas lunetas, encontram-se frescos de cerca de 1626 com Histórias de Maria, de Battistello Caracciolo; As esculturas da "Virgindade" e da "Recompensa", bem como os dois "putti" no altar, são de Giuseppe Sanmartino e datadas de 1757. Uma porta à direita da capela conduz à de São Nicolau, a "antiga" sacristia, onde nas paredes se encontram frescos de 1632 de Belisario Corenzio com os "Mártires de Santa Ágata e Santa Catarina", e um retábulo datado de 1636 de Pacecco De Rosa representando "São Nicolau".
A primeira capela à direita, dedicada a Santo Ugo, possui uma decoração em mármore de aproximadamente 1617-1622, da autoria de Jacopo Lazzari e Felice de Felice. As pinturas das paredes são uma de Stanzione, a Virgem entre os Santos Hugo e Anselmo de 1644, e duas de Andrea Vaccaro, São Hugo Ressuscitando uma Criança Morta e Reconstrução da Abadia de Lincoln (ambas de 1652); os frescos da abóbada e das lunetas são de Corenzio e dizem respeito às Histórias da vida de Santo Ugo (1632). As esculturas de Matteo Bottiglieri que caracterizam a sala são finalmente a Beata Margarida de Dijon, a Beata Roselina de Villanova, o Beata Nicola Albergati, São Bruno e alguns putti e querubins decorativos, todas obras datadas por volta de 1725. À direita, uma porta conduz à capela do Rosário, decorada em estuque, na execução do piso e nas três telas nas paredes (frente e laterais) por Domenico Antonio Vaccaro, enquanto a pintura na contrafachada sobre os Santos Gennaro, Martino e outros, proveniente da capela de San Gennaro do mesmo igreja, é de Caracciolo.

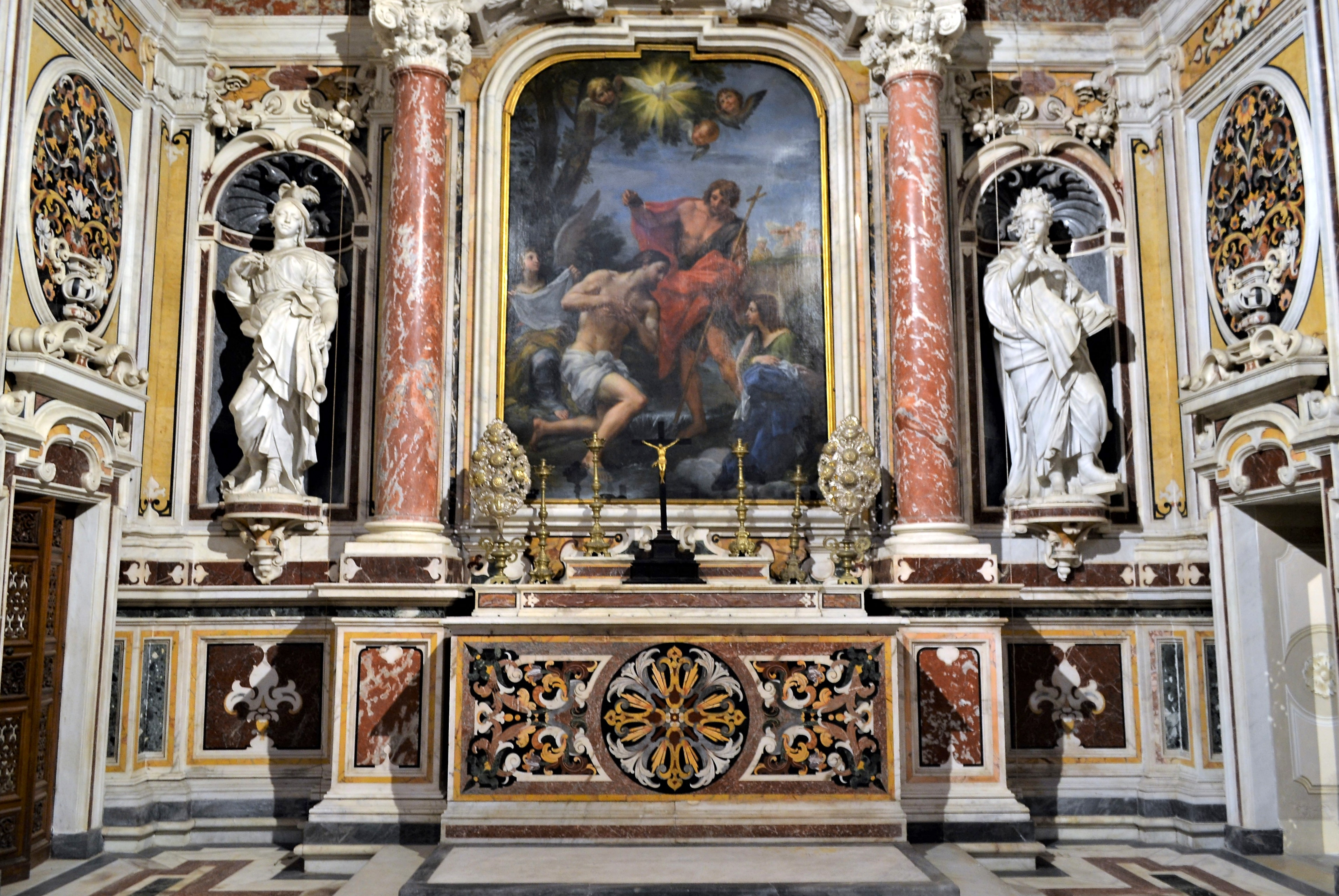
Capela de São João Batista

A segunda capela à direita é a de São João Batista. Decorado por Fanzago em 1631, apresenta uma pintura de Carlo Maratta de 1710 com o Baptismo de Cristo, com duas de Paolo De Matteis de 1708, Cristo apontando o Batista aos seus discípulos e João Batista pregando no deserto, e com duas telas de Stanzione, Salomé oferecendo a cabeça do Batista a Herodes e a Decapitação do Batista, ambas com cerca de 1643. Este último artista é também responsável pelos frescos na cúpula com o Batista libertado do Limbo e conduzido à glória celestial por Cristo e com as Virtudes Cardeais nos pendentes. As esculturas do início do século XVIII da Eloquência e da Fama boa são finalmente da autoria de Lorenzo Vaccaro, que também fez o soalho em 1704, e posteriormente concluído pelo seu filho Domenico Antonio.
A terceira e última capela à direita é dedicada a São Martinho. A decoração em mármore do primeiro quartel do século XVII, por Nicola Botti e Salvatore Ferraro, foi renovada por Nicola Tagliacozzi Canale e Sanmartino em meados do século XVIII. A capela é enriquecida nas laterais do altar com esculturas representando o "Putto reggicandelabro", a "Fortitude" e a "Caridade", de Giuseppe Sanmartino, datadas de 1757; os frescos de 1631 são de Paolo Finoglio e retratam as Histórias da vida de São Martinho, o Funeral do santo e o Santo aparecendo ao imperador Valentiniano, enquanto as duas telas laterais são obra de Francesco Solimena por volta de 1732, com o Cristo a aparecer no sonho de São Martinho e São Martinho a partilhar o seu manto com o pobre, e a da parede frontal é de Caracciolo com São Martinho e anjos de 1625.

#### Presbitério

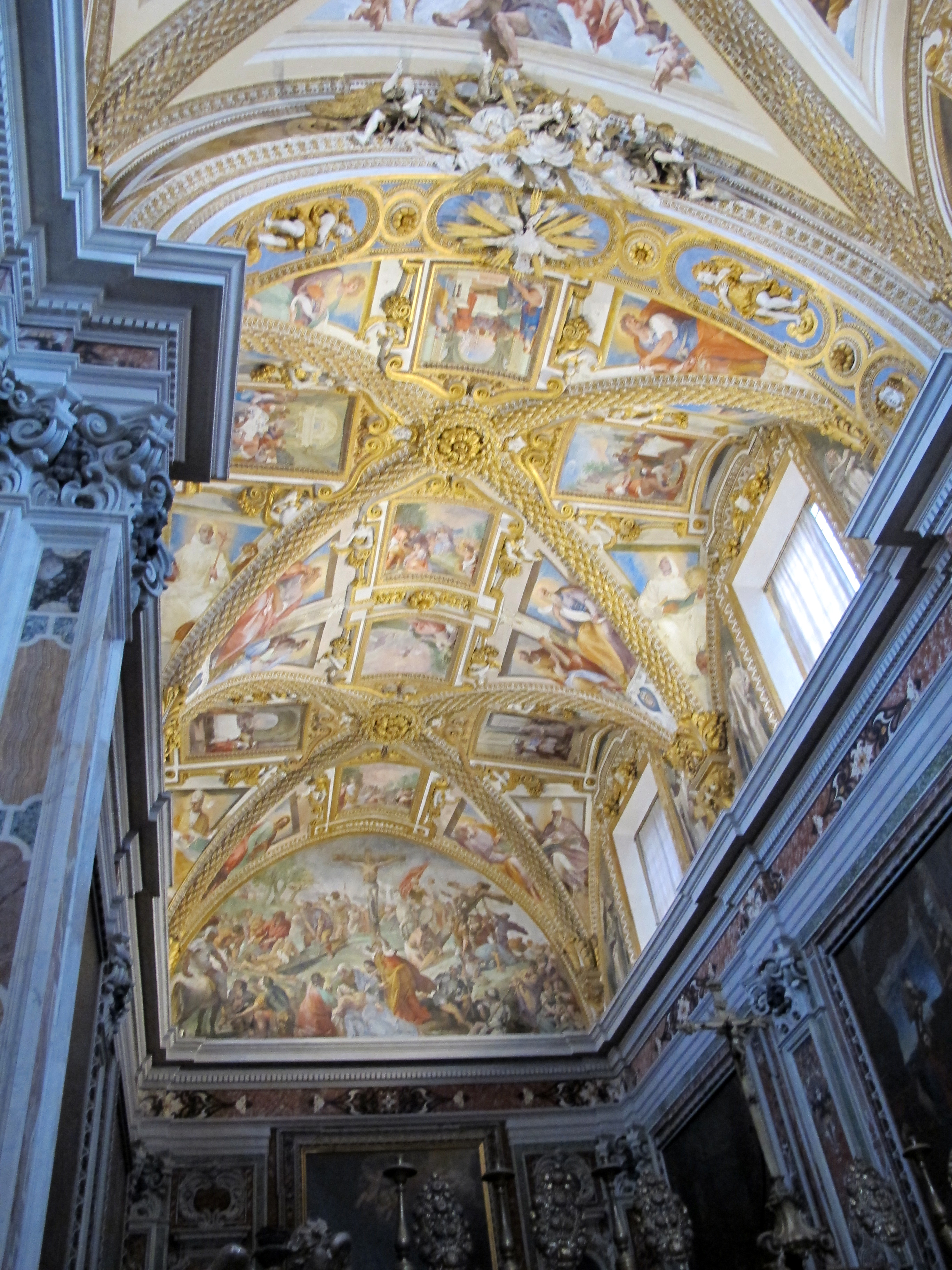
Abóbada da nave com frescos de Giuseppe e Bernardino Cesari

O presbitério é precedido, diante do altar-mor, por uma sumptuosa balaustrada em mármore, pedras preciosas e bronze dourado, realizada por Filippo Belliazzi em 1761, com base em projetos de Nicola Tagliacozzi Canale e Sanmartino.

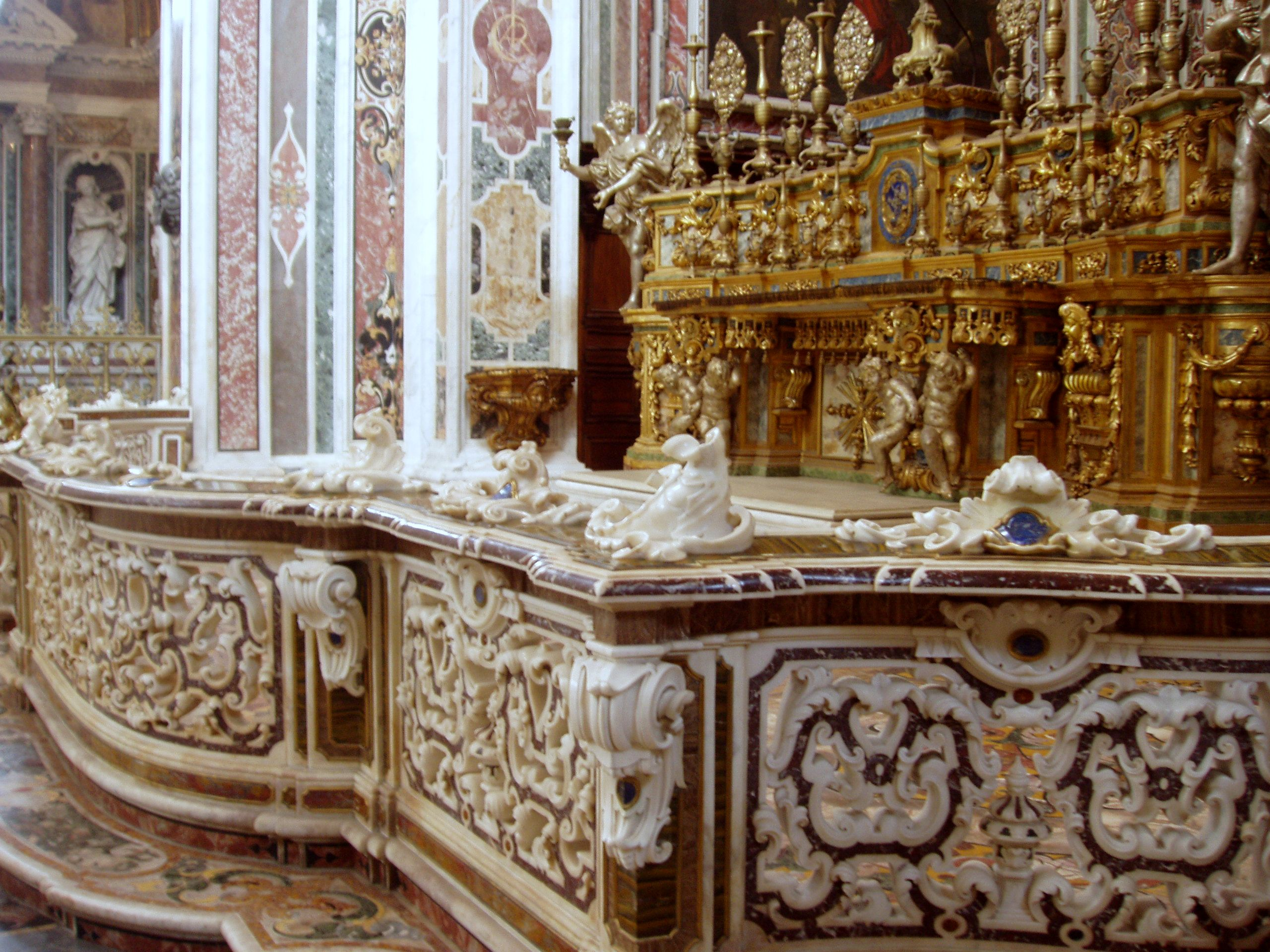
A balaustrada de Canale e Sanmartino que precede o altar-mor

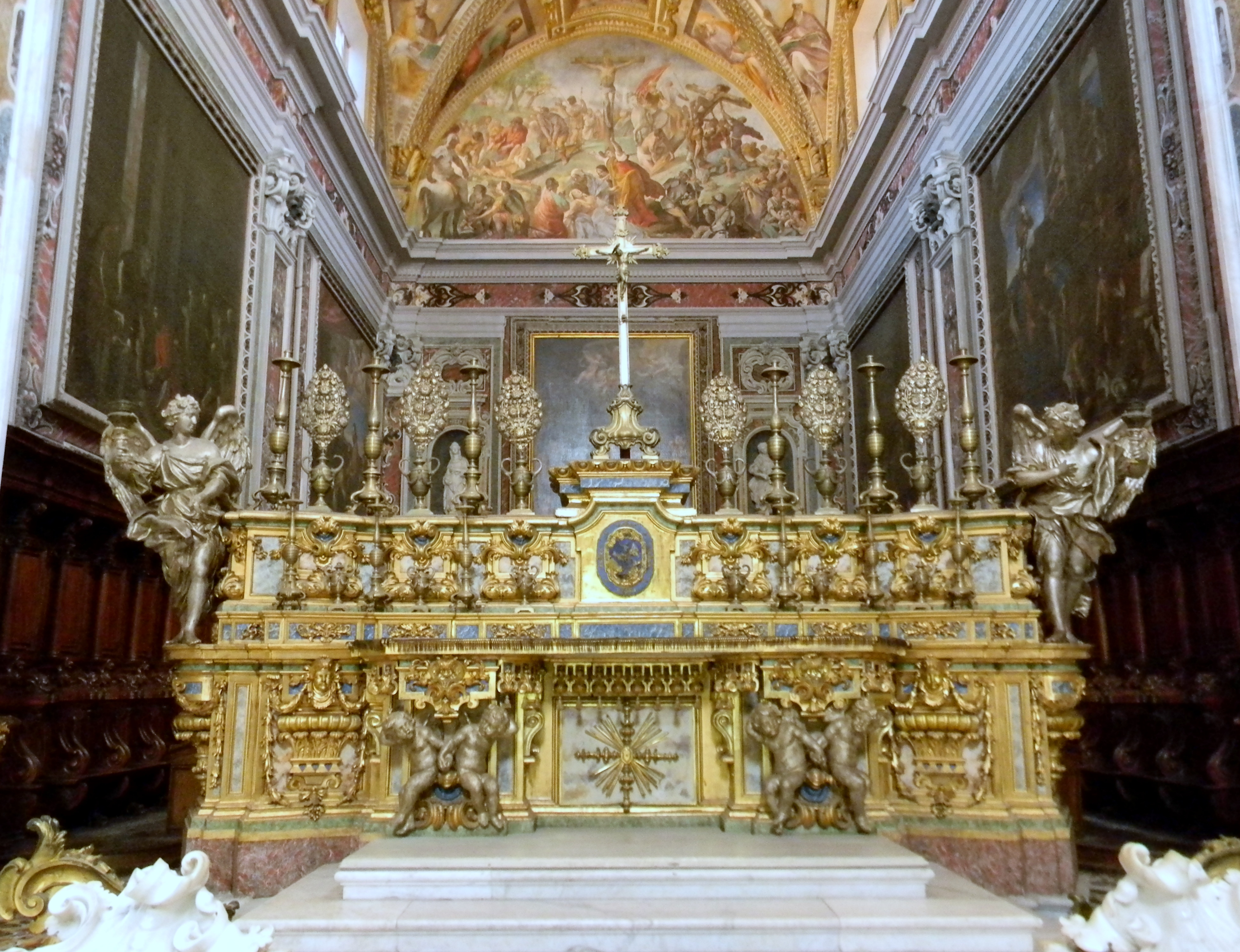
Altar-mor de Francesco Solimena

A abside, profunda e rectangular, com pavimento em mármore de Fanzago, estilisticamente em consonância com o da nave, alberga um grandioso coro de madeira dos monges, datado de 1629 e executado por Orazio De Orio, e um altar-mor em madeira dourada e mármore falso, executado segundo um projecto de Francesco Solimena, feito para servir de modelo a um original que deveria ter sido feito de mármore verdadeiro, mas que, no entanto, nunca foi executado. Por este motivo, o modelo foi utilizado desde a sua execução, por volta de 1705, como altar da igreja. Os querubins que decoram os lados do frontal são do início do século XVIII e obra de Giacomo Colombo, enquanto os anjos do altar-mor são de Giuseppe Sanmartino e datados de 1768.
Os frescos da abóbada com as Histórias do Antigo e do Novo Testamento com evangelistas, doutores da Igreja, profetas e santos cartuxos são de Cavalier d'Arpino e seu irmão Bernardino Cesari, concluídos entre 1591 e 1596, enquanto a Crucificação na luneta frontal é de Giovanni Lanfranco e foi executada entre 1638 e 1640.
Ao longo das paredes laterais, encontram-se cinco grandes telas, incluindo a da parede central, representando a Natividade, uma obra de Guido Reni de 1642, com estátuas nos lados dentro de dois nichos representando a Vida Ativa de Pietro Bernini, à direita, e a Vida Contemplativa de Giovanni Battista Caccini à esquerda; enquanto a escultura em cobre dourado da 'Imaculada colocada por baixo da pintura de Reni é de Gennaro Monte de 1682. Na parede direita estão as telas representando a Páscoa dos Judeus (1639) de Massimo Stanzione e a 'Última Ceia (1589) de Carletto Caliari (oficina de Paolo Veronese); à esquerda, em vez disso, estão a Comunhão dos Apóstolos (1651) de Jusepe de Ribera e o Lavagem dos Pés (1622) de Battistello Caracciolo.